# Al-Hakim-Moschee

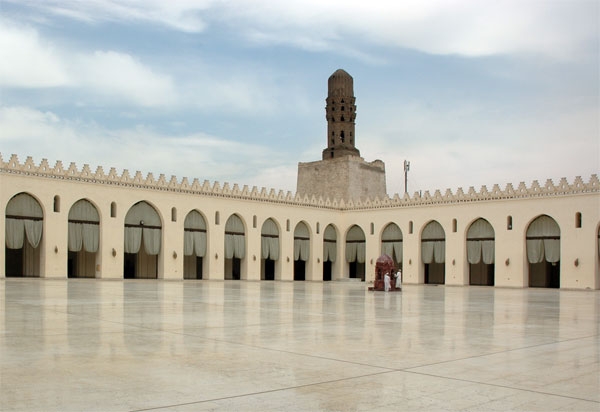
Die al-Hakim-Moschee in Kairo

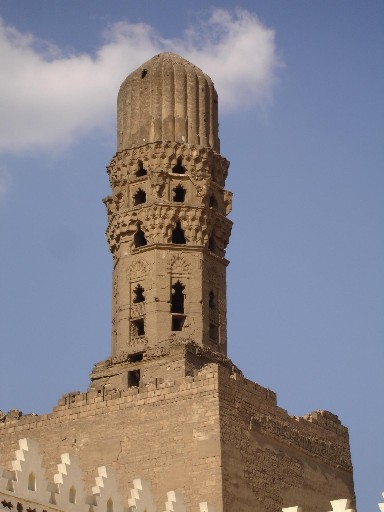
Minarett

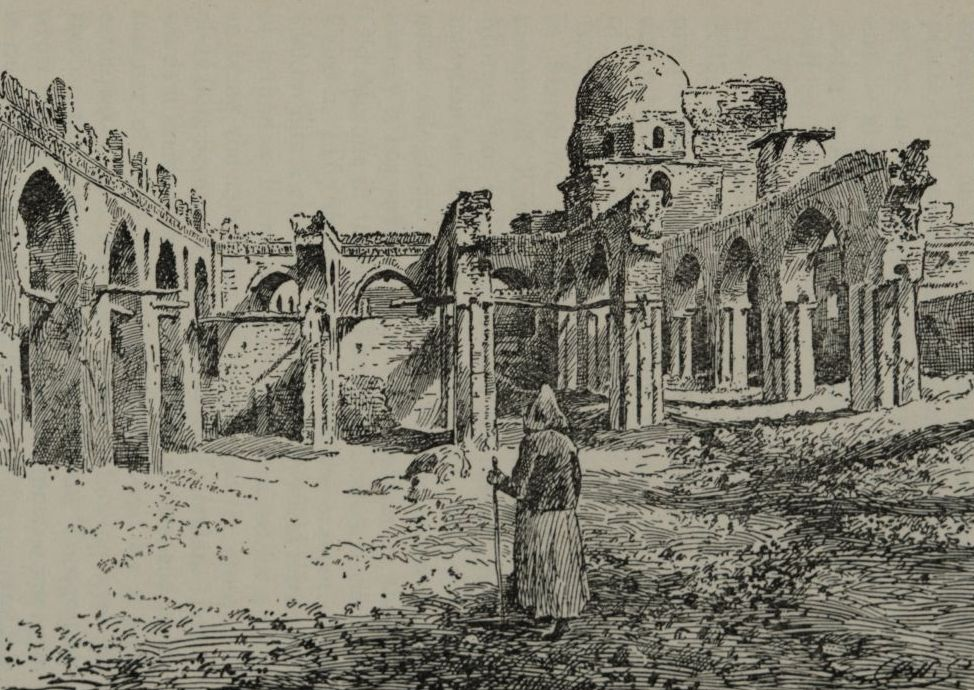
Die Moschee in Ruinen (1902)

Die al-Hakim-Moschee (arabisch مسجد الحاكم بأمر الله, DMG Masǧid al-Ḥākim bi-Amr Allāh, auch al-Anwar-Moschee) ist eine große Moschee in der ägyptischen Stadt Kairo. Sie ist nach al-Hakim benannt, dem 6. Fatimiden-Kalifen und 16. Ismailiten-Imam der Fatimiden. Es war eine weitere Moschee in Kairo neben der bereits bestehenden al-Azhar-Moschee, dem religiösen Zentrum der Schule der Ismailiten. Hakim war der erste Fatimiden-Herrscher, der in Ägypten geboren wurde.
Zu Zeiten der Kreuzzüge wurde die Moschee als Gefängnis genutzt. Unter Saladin diente die Moschee als Stall, und unter Napoleon als Festung. Nachdem das Bauwerk zuletzt als Schule genutzt worden war, blieb das Gebäude fortan ungenutzt. Ab den 1980er Jahren jedoch wurde die bislang in Ruinen liegende Moschee als Neubau wiedererrichtet, wobei die erhaltenen Teile wie Koraninschriften und Gesimse in den Neubau integriert wurden. Die Wiedererrichtung fand unter der Schirmherrschaft von Syedna Mohammed Burhanuddin aus der Gruppierung der Dawudi Bohras statt, einer ismailitischen Sekte aus Indien.